# سمیر بریخو
سمیر بریکهو (به انگلیسی: Samir Brikho) (زاده ۳ مه ۱۹۵۹) کارآفرین، بازرگان و مدیر ارشد اجرایی سوئدی لبنانی‌تبار است، که در حال حاضر به‌عنوان مدیر عامل اجرایی شرکت آمک فعالیت می‌کند.